# Ametralladora Kg m/40
La Kg m/40 (Kulsprutegevär m/40) fue una ametralladora ligera empleada por el Ejército sueco durante la década de 1940. También se fabricó una pequeña cantidad en Alemania por la compañía Knorr-Bremse para la Wehrmacht y las Waffen-SS, bajo la designación MG 35/36A, aunque eran mayormente apodadas "Knorr-Bremse".  Los modelos alemanes estaban calibrados para el cartucho con alta presión 7,92 x 57 Mauser y pesaban unos 10 kg.
En la Kg m/1940 sueca, su cargador se inserta en un brocal lateral, similar al del FG42. También tenía la posibilidad de usar los cargadores de 20 balas del Kg m/21 , modelo sueco del BAR.

## Historia
En 1940 Suecia, sintiendo la falta de ametralladoras ligeras en servicio, compró la licencia de fabricación de una ametralladora relativamente desconocida (y poco exitosa) que fue desarrollada a mediados de los años treinta por Hans Lauf en la empresa alemana Knorr-Bremse. La misma arma, con recámara para munición 7,92 Mauser, fue producida para Knorr-Bremse por la firma austriaca Steyr y adquirida en cantidades limitadas como MG 35/36 por las Waffen SS alemanas, pero resultó poco confiable, y en Alemania se usó principalmente para entrenamiento. 
La "Knorr-Bremse sueca" fue producida por la empresa Svenska Automatvapen AB (SAV) bajo licencia. El arma fue ofrecida al gobierno sueco y rápidamente adoptada como Kulsprutegevär m/40. A diferencia de la mayoría de otras ametralladoras de fabricación sueca o alemana, la Kg m/40 fue muy impopular entre los soldados debido a su escasa fiabilidad. Se entregaron al ejército sueco unas 5000 ametralladoras entre 1940 y 1943; sin embargo, la mayoría pasó rápidamente del ejército a la Guardia Nacional. 

## Características
La ametralladora ligera Kg m/40 se desarrolló a partir de la ametralladora alemana Knorr-Bremse MG.35/36, aunque con ciertos cambios, como un calibre diferente, omisión de la capacidad de disparo selectivo y un cargador diferente.
La ametralladora ligera Knorr-Bremse es un arma operada por gas, refrigerada por aire, solo automática (Kg m/40) o de fuego selectivo (MG 35/36) que dispara a cerrojo abierto. El pistón de gas de carrera larga se encuentra encima del cañón, en un largo tubo que llega hasta la boca. El tubo está conectado al cañón a través de dos conductos de gas curvos.
La ametralladora ligera Knorr-Bremse utiliza un sistema de alimentación por cargador, el cual se inserta por el lado izquierdo del arma, con expulsión de los cartuchos servidos hacia la derecha. Las ametralladoras fabricadas en Suecia usaban cargadores BAR suecos modificados, mientras que la alemana MG 35/36 usaba cargadores de 25 balas similares a los de la ametralladora "Dreyse" MG 13.
La Kg m/40 está equipado con un asa de transporte y un bípode abatible, ambos unidos al tubo del pistón de gas. Las miras traseras son del tipo de apertura (dioptrías) en las armas suecas y del tipo abierto con muesca en V en las armas alemanas.

## Usuarios
- Suecia
- Alemania nazi
- Finlandia: la utilizó en pequeñas cantidades durante la Segunda Guerra Mundial.
- Noruega